# Станка Златева
Станка Златева Христова (село Крушаре близу Сливена, 1. март 1983) бивша је бугарска рвачица.
Освајачица две сребрне олимпијске медаље, пет пута светска шампионка и шест пута европска шампионка. Прва је бугарска учесница на Олимпијским играма у женском рвању (2004), такође прва је била светска шампионка у рвању (2006). Победница је серијала Велики брат 2013. године. Три пута је била најбоља спортисткиња у Бугарској.

## Биографија
Рођена је 1. марта 1983. у селу Крушаре, Сливенска област. На борилиштима се први пут појавила од 1997. године. Први тренер јој је био Демир Демирев у Херкулес клубу. Дипломирала је у средњој школи Пјер де Кубертен (Јамбол). Затим се припремала са тренером Валеријем Раичевом у Ћустендилу и националном тиму. Тренер у репрезентацији јој је био и Огњан Николов.
Такмичила се за клубове „Борба и самбо“ (Јамбол), Васил Илиев (Ћустендил) и Левски (Софија).
Станка Златева је прва Бугарка која је учествовала на Олимпијским играма, у женском рвању. На Летњим олимпијским играма у Атини 2004. године заузела је дванаесто место.
Од почетка 2006. године била је такмичар СК Левског, три пута је шампионка европског рвања са Симеоном Штеревом. Исте године постала је почасни грађанин Сливена. Победница је бугарске верзије ријалитија Велики брат 2013. године.
Почетком 2016. године завршла је каријеру и постала тренер.

## Спортски успеси
Године 2006. постала је светска првакиња у категорији до 72 кг у кинеском Гуангџоу. Тако је била прва бугарска рвачица која је светски првак у рвању. Године 2007. одбранила је своју титулу у Бакуу.
Освојила је сребрну медаљу на Олимпијским играма у Пекингу 2008. године, изгубила је у финалу од Ванг Јао из Кине у категорији до 72 кг.
Трећу титулу првакиње света освојила је у Токију (2008). На Европском првенству у Виљнусу у априлу 2009. године освојила је четврту титулу. Бронзану медаљу осваја на Светском првенству у Хернингу (2009).
Четврти пут је освојила златну медаљу на Светском првенству у Москви (2010), а пету у Истанбулу (2011).
Учешће на европским првенствима: четврта (2003), пета (2004), трећа (2005). Пет златних медаља на Европском првенству у Москви (2006), Софији (2007), Тампере (2008), Вилњус (2009) и Баку (2010).
Освојила је још једну сребрну медаљу на Олимпијском турниру 2012. године у Лондону у категорији 72 кг. Због тог достигнућа је била изабрана за носиоца заставе Бугарске на церемонији затварања Олимпијских игара.

## Награде
- Спортиста Балкана за 2010.[2]
- Најбоља спортисткиња у Бугарској: 2007, 2010 и 2011.[1]